# Apache HBase
A HBase egy nyílt forráskódú, nem-relációs, elosztott adatbázis, melyet a Google BigTable után modelleztek, Java nyelven írtak. Az Apache Software Foundation Hadoop-projekt részeként fejlesztették ki, HDFS (Hadoop elosztott fájlrendszer) felett fut, és BigTable-szerű képességeket nyújt a Hadoop számára. Hibatűrő módon nyújt nagy mennyiségű szabad adat tárolást.
A HBase funkciói többek közt a tömörítés, memóriában végzendő műveletek és oszlop alapú Bloom szűrők, ahogy az az eredeti BigTable tanulmányban ki van emelve. A táblák a HBase-ben szolgálhatnak bemenetként ill. kimenetként is a Hadoop-ban futó Mapreduce feladatok számára. Elérhetők Java API-n keresztül, de REST-en, Avro-n, ill. Thrift gateway API-kon is.
A HBase nem egy klasszikus SQL adatbázis közvetlen helyettesítés, bár mostanában már javult a teljesítménye, és sok adat vezérelt webhelyet szolgál ki beleértve a Facebook üzenetküldő platformját is.
Eric Brewer tételében a HBase egy CP típusú rendszer.

## Története
Az Apache HBase-t projektként a Powerset cég kezdte el, azzal az igénnyel, hogy  óriási mennyiségű adatot tudjanak feldolgozni természetes nyelvű keresés céljából. Jelenleg a HBase felsőszintű Apache projekt, amely tekintélyes mértékű érdeklődést váltott ki már eddig is.
A Facebook 2010 novemberében választotta ki a HBase-t arra, hogy ezen az alapon valósítsa meg az új üzenetküldő platformját.